# Dark Reel
Pour plus de détails, voir Fiche technique et Distribution.
Dark Reel est un film américain de Josh Eisenstadt, sorti en 2008.

## Synopsis
Le film est basé sur l'étrange meurtre de l'actrice Scarlett May en 1958.

## Fiche technique
- Titre original : Dark Reel
- Scénario : Aaron Pope
- Effets visuels : Tammy Sutton, Dan Walker
- Société de production : Dark Reel Productions
- Société de distribution : Barnholtz Entertainment, Spotlight Pictures
- Producteurs : David Forline, Jenapher Forline, Pamela Kunisawa	(coproduction)
- Producteur exécutifs : John Dowdle
- Format : Noir et Blanc & Couleur, son : Dolby Digital
- Pays de production :  États-Unis
- Photo : Charles Rose
- Montage : Rebecca Grace
- Décors : Meg Pinsonneault
- Costume : Ivy Thaide
- Budget : 5 000000 $
- Langue : Anglais

## Distribution
- Edward Furlong : Adam Waltz
- Lance Henriksen : Connor Pritchett
- Tiffany Shepis : Cassie Blue
- Tony Todd : Det Shields
- Alexandra Holden : Scarlett May
- Mercedes McNab : Tara Leslie
- Rick Baker : First Mate
- Kevin Ryder : Mr. Humphrey
- Tracey Walter : Roy White
- Jeffrey Vincent Parise : Derek Deeds
- Emmanuel Xuereb : Harris Briggs
- Jake Grace : Rhett Johnson
- Matt Bushell : Bandana Man
- Rena Riffel : Det LaRue
- Kate Orsini : Lorraine Wilson

## Distinctions
Récompenses
- 2008 : Chicago Horror Film Festival, Jury Award Tiffany Shepis
- 2008 : Dark Carnival Film Festival, Best feature, Josh Eisenstadt
- 2008 : Arizona Underground Film Festival, Best of the Fest, Josh Eisenstadt

Nominations
- 2008 : Eerie Horror Film Festival, Erie